# Lehrerkonferenz
Der Begriff Lehrerkonferenz wird im Schulwesen mit zweifacher Bedeutung verwendet:
Zum einen bezeichnet er an Schulen alle Konferenzarten, in denen (überwiegend) Lehrkräfte Fragen des Unterrichts oder der Erziehung beraten. Es handelt sich in dieser Lesart somit um einen Oberbegriff, der neben der Gesamtkonferenz auch die verschiedenen Teilkonferenzen (z. B. Fachkonferenzen, Klassenkonferenzen) meint.
Zum anderen wird der Wortsinn in einigen Bundesländern deutlich enger gefasst gebraucht und bezeichnet dann als Fachbegriff ausschließlich eine Einrichtung, die aus der Gesamtheit aller an einer Schule unterrichtenden Lehrer sowie (je nach Bundesland und Schulform) aus gewählten Vertretern aus der Schüler- sowie Elternschaft besteht. Die Bezeichnung Lehrerkonferenz wird genutzt in Bayern, Hamburg, Mecklenburg-Vorpommern, Nordrhein-Westfalen, Schleswig-Holstein und Thüringen. In Baden-Württemberg sowie Sachsen wird diese Einrichtung als Gesamtlehrerkonferenz bezeichnet; Brandenburg verwendet den Begriff Konferenz der Lehrkräfte. Die weiteste Verbreitung weist die Benennung Gesamtkonferenz auf (Berlin, Bremen, Hessen, Niedersachsen, Rheinland-Pfalz, Saarland, Sachsen-Anhalt).